# Pastaza roberti
Espèce
Pastaza roberti est une espèce d'araignées mygalomorphes de la famille des Microstigmatidae.

## Répartition
Cette espèce est endémique d'Équateur,. Elle se rencontre dans les provinces de Sucumbíos et de Napo.

## Description
Le mâle holotype mesure 12,01 mm et la femelle paratype 13,31 mm.

## Systématique et taxinomie
Cette espèce a été décrite par Dupérré et Tapia en 2025.

## Étymologie
Cette espèce est nommée en l'honneur de Robert John Raven.

## Publication originale
- Dupérré & Tapia, 2025 : « Revision of the Ecuadorian Microstigmatidae (Araneae: Mygalomorphae), with the description of six new species. » European Journal of Taxonomy, vol. 1007, p. 87-132 (texte intégral).